# Sunburst
『Sunburst』（サンバースト）は、F.C.L.Sより2025年7月2日に発売された日本のバンドSuchmosの4作目のEP。

## 解説
前作『THE ANYMAL』から約6年ぶりのリリース。2021年に活動を休止してから初のEPとなる。
本作の先行配信曲「Whole of Flower」は、2025年5月28日より音楽配信サイトにて先行配信された。
2025年7月2日には「Eye to Eye」のミュージックビデオを公開した。6年ぶりのMVは山田健人が監督を担当した。

## チャート成績
オリコン週間アルバムランキング7月14日付けのチャートで、初週売上7253枚で初登場8位を記録。
Billboard　JapanのJAPAN Top Albums Salesでは、2019年7月14日付けで初登場8位を記録。

## 収録曲
| 全作曲: Suchmos。 |                     |       |            |      |
| #                 | タイトル            | 作詞  | 作曲・編曲 | 時間 |
| 1.                | 「Eye to Eye」      |       | Suchmos    | 5:28 |
| 2.                | 「Marry」           |       | Suchmos    | 4:03 |
| 3.                | 「Whole of Flower」 |       | Suchmos    | 4:09 |
| 4.                | 「BOY」             |       | Suchmos    | 4:38 |
| 合計時間:         | 合計時間:           | 18:18 |            |      |

## 演奏
- YONCE：Vocal
- TAIKING：Guitar
- OK：Drums
- 大原魁生：DJ
- TAIHEI：Keyboards
- 山本連：Bass
- Nao Kawamura, FiJA：DJ's Back Chorus (#1.3)
- 佐瀬悠輔：DJ's Sampling Horns (#1)